# Nelson Munganga
Nelson Omba Munganga (Kinshasa, 1993. július 27. –) kongói DK válogatott labdarúgó, aki jelenleg az AS Vita Club játékosa.

## Külső hivatkozások
- Nelson Munganga Transfermarkt